# Сундерлянд, Станислав Филиппович
Станислав Филиппович Сундерлянд (8 октября 1847, Варшава —  8 июля 1912, Седлец) — адвокат, польский политический деятель, депутат Государственной думы II созыва от Седлецкой губернии.

## Биография
Родился в еврейской семье. Отец — фабрикант Филипп Сундерлянд (около 1814—1891), мать — Розалия урождённая Шанцер (Szancer). В 1865 выпускник Петроковской гимназии, после чего окончил юридический факультет Варшавской высшей школы. С 1869-1876 служил по судебному ведомству. Открыв адвокатскую контору, перебрался в город Седлец. Присяжный поверенный с 1876 года. Участвовал в организации и позднее в течение многих лет президент Седлецкого кредитного общества. Выступал в печати («Варшавская судебная газета») по юридическим вопросам. Входил и был одним из руководителей Организационного комитета Польской школы. Сумел добиться открытия 8-классной школы в Седлеце.
В 1891 году вместе с женой и детьми принял кальвинизм (евангелическо-реформатское вероисповедание).
На момент выборов в Думу по своим политическим взглядам был близок к Польской прогрессивной партии. Владел домом в городе Седлеце. В начале 1906 пытался баллотироваться в Первую Государственную Думу, но потерпел неудачу.
6 февраля 1907 избран во Государственную думу II созыва от общего состава выборщиков Седлецкого губернского избирательного собрания. Вошёл в состав Польского коло. Состоял в думской комиссии для разработки Наказа и комиссии о преобразовании местного суда. С Думской трибуны осудил еврейские погромы, принял участие в работе Комитета по оказанию помощи жертвам еврейских погромов.
После роспуска Второй Государственной Думы вернулся в Польшу, где продолжил занятия  адвокатской практикой и общественной деятельностью. Занимался живописью, писал стихи.

## Семья
- Жена — Цецилия урождённая Розенгард
  - Дочь — Мария Стефания в замужестве Кельчевская (1880—1915)
  - Сын — Ян Сундерлянд[пол.] (1891—1979) — мастер художественной фотографии, художник, арт-критик и теоретик искусства.
  - Дочь — Зофья Валентина в замужестве Свирчевская
- Сестра — Флора в замужестве Смиловская (1858—1926)
- Сестра — Анна в замужестве Левинсон
- Брат — Марсель Филипп Сундерлянд
- Брат — Якоб Сундерлянд
- Брат — Ришард Сундерлянд